# Trương Công (chính khách)
Trương Công (tiếng Trung giản thể: 张工, bính âm Hán ngữ: Zhāng Gōng, sinh tháng 8 năm 1961, người Hán) là chính trị gia nước Cộng hòa Nhân dân Trung Hoa. Ông là Ủy viên Ủy ban Trung ương Đảng Cộng sản Trung Quốc khóa XX, Ủy viên dự khuyết khóa XIX, hiện là Phó Bí thư Thành ủy, Bí thư Đảng tổ, Thị trưởng Thiên Tân. Ông nguyên là Bí thư Đảng tổ, Cục trưởng Tổng cục Quản lý và Giám sát thị trường Quốc gia Trung Quốc; Phó Bí thư Đảng ủy, Phó Chủ tịch Tổng công hội toàn quốc Trung Hoa; Thường vụ Thành ủy, Phó Thị trưởng Bắc Kinh, Tổng thư ký Thành ủy Bắc Kinh.
Trương Công là đảng viên Đảng Cộng sản Trung Quốc, học vị Cử nhân Động cơ điện, Thạc sĩ Kinh tế học, học hàm Cao cấp công trình sư cấp Giáo sư ngành điện khí hóa. Ông có sự nghiệp trong nhiều đơn vị tổ chức, từ đơn vị nghiên cứu công lập, doanh nghiệp nhà nước, tổ chức chính trị, xã hội cho đến tổ chức Đảng và Nhà nước Trung Quốc.

## Xuất thân và giáo dục
Trương Công sinh tháng 8 năm 1961 tại thủ đô Bắc Kinh, Cộng hòa Nhân dân Trung Hoa. Ông lớn lên và tốt nghiệp phổ thông ở thủ đô, thi đỗ và nhập học Khoa Kỹ thuật điện khí của Đại học Công nghiệp Bắc Kinh phân viện kỹ thuật, rồi tốt nghiệp Cử nhân chuyên ngành Động cơ điện vào tháng 8 năm 1983. Từ tháng 9 năm 1994 đến tháng 7 năm 1997, ông theo học cao học tại Đại học Kinh tế thương mại Thủ đô, nhận bằng Thạc sĩ Kinh tế học. Trong những năm công tác sau đó, ông tiếp tục tham gia nghiên cứu về lĩnh vực điện khí và mậu dịch, quản lý kinh tế, được phong học hàm Cao cấp công trình sư cấp Giáo sư ngành điện khí hóa. Ông được kết nạp Đảng Cộng sản Trung Quốc vào tháng 4 năm 1992.

## Sự nghiệp

### Các giai đoạn
Tháng 8 năm 1983, sau khi tốt nghiệp đại học, Trương Công bắt đầu sự nghiệp khi được nhận vào vị trí Thiết kế viên Phòng Thiết kế (成套室) của Sở nghiên cứu Điện khí Bắc Kinh (北京电器研究所), đơn vị thuộc Viện nghiên cứu Điện khí Quốc gia Trung Quốc. Trong 10 năm 1983–93, ông lần lượt mang cấp khoa viên, phó khoa rồi trưởng khoa, sau đó được thăng cấp làm Phó Sở trưởng vào tháng 5 năm 1993, rồi chính thức làm Sở trưởng từ tháng 2 năm 1994. Tháng 6 năm 1998, ông được điều chuyển làm Xưởng trưởng Xưởng thiết bị biến áp Bắc Kinh. Đến những năm 2000, Tập đoàn công nghiệp Cơ điện Bắc Kinh là doanh nghiệp nhà nước được thành lập, Trương Công được điều tới doanh nghiệp này, vào Ban Thường vụ Đảng ủy của tập đoàn, nhậm chức Đồng sự trưởng, Phó Tổng giám đốc. Tháng 1 năm 2001, ông tiếp tục được chuyển chức làm Đồng sự trưởng, Phó Tổng giám đốc Công ty cơ điện thủ đô Bắc Kinh (Beijing Jingcheng Machinery Electric Holding Co., Ltd.).
Tháng 7 năm 2002, Trương Công được điều tới khối cơ quan nhà nước, nhậm chức Phó Chủ nhiệm Ủy ban Kinh tế Bắc Kinh, rồi chuyển sang làm Phó Chủ nhiệm Ủy ban Cải cách và Phát triển Bắc Kinh một năm sau đó. Đến tháng 3 năm 2007, ông được thăng chức làm Bí thư Đảng tổ, Chủ nhiệm Ủy ban Cải Phát Bắc Kinh, cấp chính sảnh, địa. Tháng 9 năm 2012, ông được Nhân Đại Bắc Kinh bầu, được Tổng lý Ôn Gia Bảo bổ nhiệm làm Phó Thị trưởng Bắc Kinh, và kiêm nhiệm Bí thư Đảng ủy Ủy ban Tài sản thủ đô Bắc Kinh từ tháng 3 năm 2013. Ông giữ vị trí Phó Thị trưởng Bắc Kinh giai đoạn 2012–18, từng là Tổng thư ký Thành ủy Bắc Kinh giai đoạn tháng 4 năm 2015 đến tháng 6 năm 2017, được bầu làm Thường vụ Thành ủy Bắc Kinh từ năm 2015.

### Trung ương
Tháng 10 năm 2017, Trương Công tham gia đại hội đại biểu toàn quốc, được bầu làm Ủy viên dự khuyết Ủy ban Trung ương Đảng Cộng sản Trung Quốc khóa XIX tại Đại hội Đảng Cộng sản Trung Quốc lần thứ 19. Đến tháng 10 năm 2018, ông được điều sang trung ương, nhậm chức Phó Bí thư Đảng tổ, Bí thư Ban Bí thư, Phó Chủ tịch Tổng công hội toàn quốc Trung Hoa, rồi sau đó kiêm nhiệm làm Thành viên Tiểu tổ lãnh đạo công tác Mặt trận thống nhất Trung ương từ tháng 4 năm 2019. Tháng 7 năm 2020, Ban Bí thư Ủy ban Trung ương Đảng Cộng sản Trung Quốc quyết định điều chuyển ông nhậm chức Bí thư Đảng tổ Tổng cục Quản lý và Giám sát thị trưởng Quốc gia Trung Quốc, sau đó được Tổng lý Lý Khắc Cường bổ nhiệm làm Cục trưởng từ ngày 12 tháng 8 năm 2020.

### Thiên Tân
Ngày 27 tháng 5 năm 2022, Trương Công được Ủy ban Trung ương Đảng Cộng sản Trung Quốc khóa XIX điều chuyển về thành phố Thiên Tân, vào Ban thường vụ, nhậm chức Phó Bí thư Thành ủy Thiên Tân. Sau đó, ngày 31 tháng 5, kỳ họp lần thứ 34 của Thường vụ Nhân Đại Thiên Tân khóa XVII đã kết định bổ nhiệm ông làm Phó Thị trưởng, quyền Thị trưởng Thiên Tân, kế nhiệm Thị trưởng Liêu Quốc Huân đã qua đời trước đó. Cuối năm 2022, ông tham gia Đại hội Đảng Cộng sản Trung Quốc lần thứ XX từ đoàn đại Thiên Tân. Trong quá trình bầu cử tại đại hội, ông được bầu là Ủy viên Ủy ban Trung ương Đảng Cộng sản Trung Quốc khóa XX.